# Rusłan Kiszmachow
Rusłan Muchadinowicz Kiszmachow (ros. Руслан Мухадинович Кишмахов, ur. 11 września 1979) – rosyjski judoka. Olimpijczyk z Pekinu 2008, gdzie zajął dziewiąte miejsce w wadze ekstralekkiej.
Uczestnik mistrzostw świata w 2007. Startował w Pucharze Świata w latach 2002, 2003, 2006, 2007 i 2009. Mistrz Europy w 2007; piąty w 2008. Trzeci na MŚ wojskowych w 2006. Brązowy medalista mistrzostw Rosji w 2006 roku.

## Letnie Igrzyska Olimpijskie 2008
| Konkurencja | Eliminacje           | Eliminacje          | Eliminacje             | Repasaże             | Klas. końcowa |
| Konkurencja | Przeciwnik I         | Przeciwnik II       | 1/4                    | Przeciwnik I         | Miejsce       |
| ----------- | -------------------- | ------------------- | ---------------------- | -------------------- | ------------- |
| 60 kg       | Ali Khousrof (YEM) Z | Liu Renwang (CHN) Z | Dimitri Dragin (FRA) P | Gal Yekutiel (ISR) P | 9.            |